# Hevaheva swezeyi
Hevaheva swezeyi är en insektsart som beskrevs av Crawford 1928. Hevaheva swezeyi ingår i släktet Hevaheva och familjen spetsbladloppor. Inga underarter finns listade i Catalogue of Life.